# Anthonie de Lorme

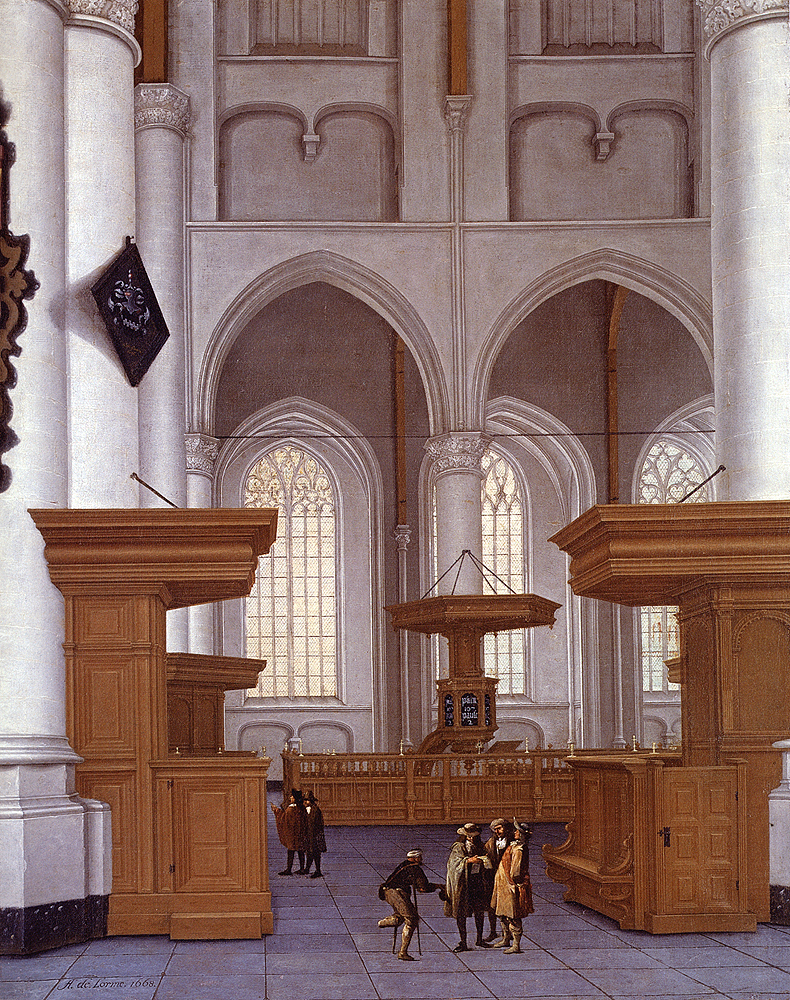
Innenansicht der St. Lorenz-Kirche, Rotterdam, 1668

Anthonie de Lorme (auch Anthonius de Lorme, Anthonie Delorme, Anthonius Delorme, Anthonie de l’Orme, Anthonie del Orme, Anthonius de l’Orme oder Anthonius del Orme; * 1610 in Tournai; †  Juni 1673 in Rotterdam) war ein Maler, der für seine Darstellungen von Innenräumen bestehender oder imaginärer Kirchen bekannt war. Geboren in den Spanische Niederlande, verbrachte er seine gesamte Karriere in der Republik der Sieben Vereinigten Provinzen.  Er arbeitete regelmäßig mit Anthonie Palamedesz und Ludolf de Jongh zusammen, die die Staffage in seinen Interieurszenen malten.

## Leben
De Lorme wurde 1610 in Tournai, damals in die Spanische Niederlande, geboren. Er war der Sohn des Händlers Augustijn Delhorme und seiner Frau Marie Beghin, die 1588 in Antwerpen geheiratet hatten. Die Familie de Lorme war seit 1612 in Rotterdam ansässig.
Er heiratete 1647 Maertje Floris van der Werf in Rotterdam.  Zum Zeitpunkt seiner Heirat wohnte er am Botersloot im Zentrum von Rotterdam. Er machte sein Testament im Jahr 1649. Darin erklärt er, dass er ein Geschäft hatte, in dem er Leinen, Strümpfe, Kerzen, Bänder usw. verkaufte.

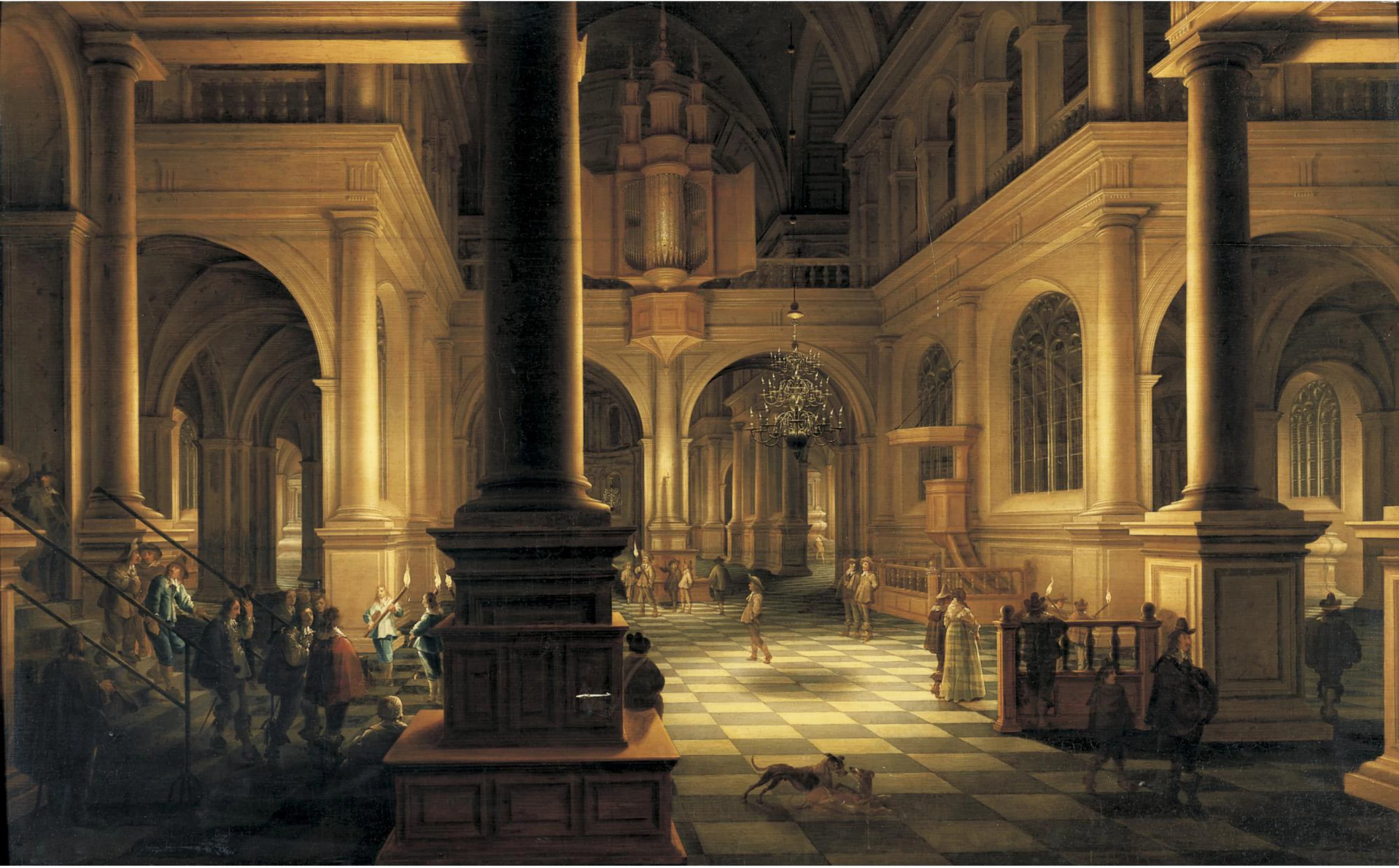
Das Innere einer Kirche bei Nacht, Zusammenarbeit mit Anthonie Palamedesz, 1640–1645

## Werke
Sein erstes noch bekanntes Werk ist von 1627. Er wurde bekannt als Maler von Kircheninnenansichten. Bis 1652 beschäftigte er sich hauptsächlich mit imaginären Kirchen, wechselte dann aber zu Sujets realer Kirchen; hauptsächlich aus Rotterdam und Umgebung. Alleine die Laurenskerk malte er mindestens 17-mal. Seine Zeichnungen waren so genau, dass sie für Restaurierungen nach dem Zweiten Weltkrieg benutzt wurden. In den 1660ern wandte er sich von realistischer Malerei ab und entwickelte einen dekorativeren Stil.
Werke von de Lorme befinden sich im J. Paul Getty Museum, im Los Angeles County Museum of Art im Musée des Beaux-Arts in Rennes und im Museum der bildenden Künste in Leipzig.